# رؤوس متكلمة
كانت فرقة Talking Heads فرقة روك أمريكية تأسست عام 1975 في مدينة نيويورك. وكانت الفرقة تتألف من ديفيد بيرن (غناء رئيسي، جيتار)، وكريس فرانز (طبول)، وتينا ويماوث (باس)، وجيري هاريسون (لوحات مفاتيح، جيتار). وُصفت الفرقة بأنها "واحدة من أكثر الفرق الموسيقية التي نالت استحسان النقاد في الثمانينيات"، وساعدت في ريادة موسيقى الموجة الجديدة من خلال الجمع بين عناصر البانك، والروك الفني، والفانك، والموسيقى العالمية مع "صورة قلقة ولكنها نظيفة".
التقى بيرن وفرانتز وويماوث كطلاب جدد في مدرسة رود آيلاند للتصميم، حيث كان بيرن وفرانتز جزءًا من فرقة تسمى آرتيستكس.: 24  انتقل الثلاثي إلى مدينة نيويورك عام 1975، واعتمدوا اسم Talking Heads، وانضموا إلى مشهد البانك في نيويورك، وجندوا هاريسون لاستكمال الفرقة. صدر ألبومهم الأول، Talking Heads: 77، في عام 1977 وحظي بمراجعات إيجابية. تعاونوا مع المنتج البريطاني براين إينو في الألبومات المشهورة More Songs About Buildings and Food (1978)، وFear of Music (1979)، وRemain in Light (1980)، والتي مزجت حساسيات مدرستهم الفنية مع تأثير فنانين مثل Parliament-Funkadelic وFela Kuti. منذ أوائل الثمانينيات، ضموا موسيقيين إضافيين في جلسات التسجيل والعروض الخاصة بهم، بما في ذلك عازف الجيتار أدريان بيليو، وعازف لوحة المفاتيح بيرني ووريل، والمغنية نونا هندريكس، وعازف الجيتار بوستا جونز.

## وصلات خارجية
- الموقع الرسمي
- رؤوس متكلمة على موقع IMDb (الإنجليزية)
- رؤوس متكلمة على موقع الموسوعة البريطانية (الإنجليزية)
- رؤوس متكلمة على موقع ميوزك برينز (الإنجليزية)
- رؤوس متكلمة على موقع رولينغ ستون (الإنجليزية)
- رؤوس متكلمة على موقع أول ميوزيك (الإنجليزية)
- رؤوس متكلمة على موقع ديسكوغز (الإنجليزية)